# Tiger Stadium
O Tiger Stadium foi um estádio localizado em Detroit, Michigan (EUA). Foi a casa do time de baseball Detroit Tigers (MLB) durante 87 anos (1912-1999) e do time de futebol americano Detroit Lions (NFL)  durante 36 anos (1938-1974).

## História
Foi inaugurado em 20 de Abril de 1912 (mesmo dia do Fenway Park, do Boston Red Sox) com o nome de Navin Field (numa referência ao dono do time, Frank Navin) e capacidade para 23.000 torcedores.
Em 1935, após a morte de Frank Navin, o novo dono, Walter Briggs, ampliou o estádio para 35.000 lugares. Em 1938 foi renomeado para Briggs Stadium e a capacidade já era de 53.000 torcedores. Nesse mesmo ano, o Detroit Lions passou a mandar seus jogos no estádio, só saindo em 1974, se mudando para o Pontiac Silverdome.
Em 1961, o novo dono, John Fetzer, mudou o nome do estádio pela última vez, para Tiger Stadium, numa referência ao time do Detroit Tigers.
Recebeu o All-star game da MLB de 1941, 1951 e 1971.
O jogo final dos Tigers no Tiger Stadium ocorreu em 27 de Setembro de 1999, contra o Kansas City Royals, com vitória do Tigers por 8 a 2. Em 2000, o Detroit Tigers começou a jogar no novo Comerica Park.

### Demolição

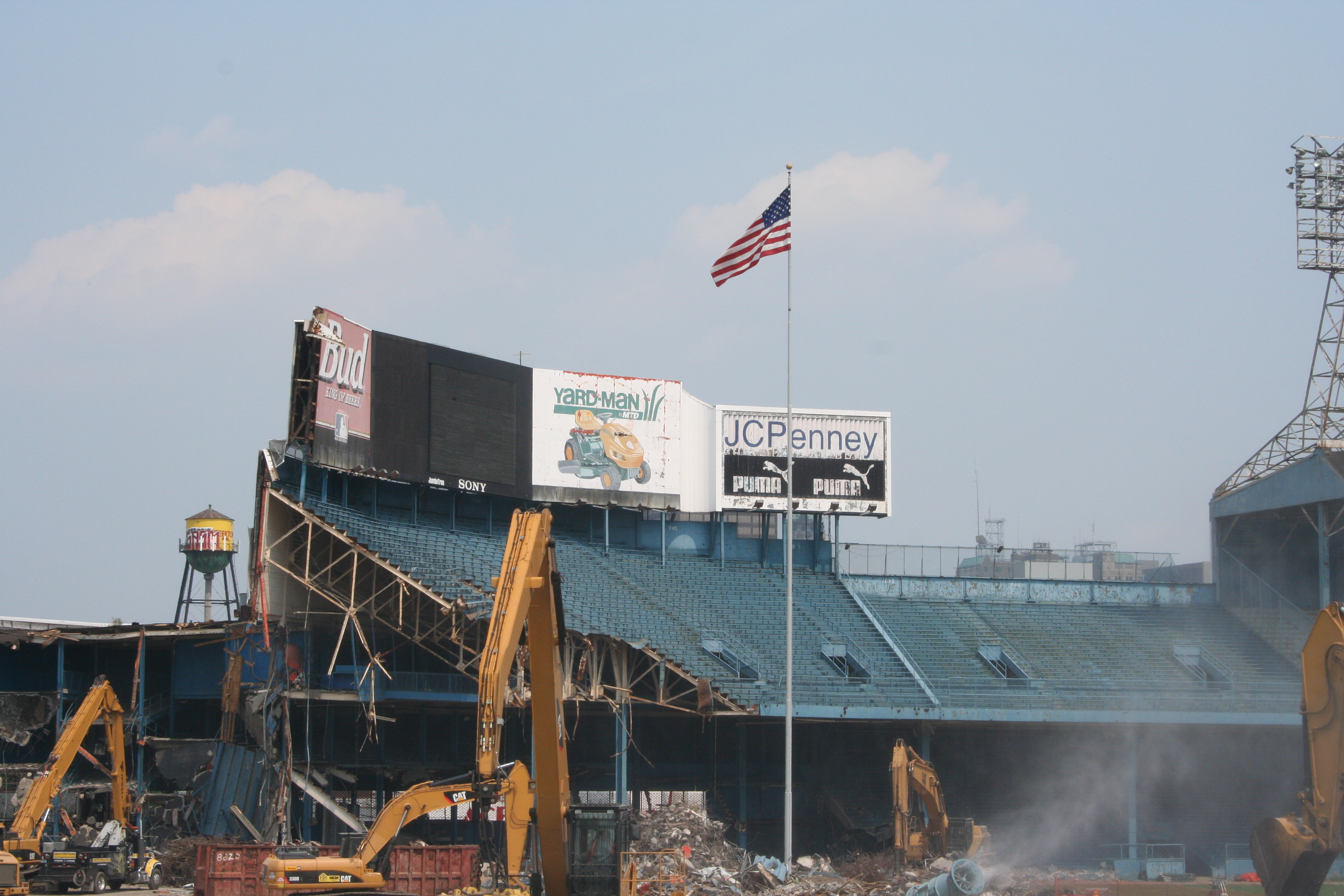
Demolição do estádio em 2006.

Parte do estádio foi demolida em 2006, mas, por pressão popular, o campo de jogo foi mantido. Assim, o sítio onde fora o estádio passou a ser um campo público de baseball para crianças e jovens.